# 小圆面包

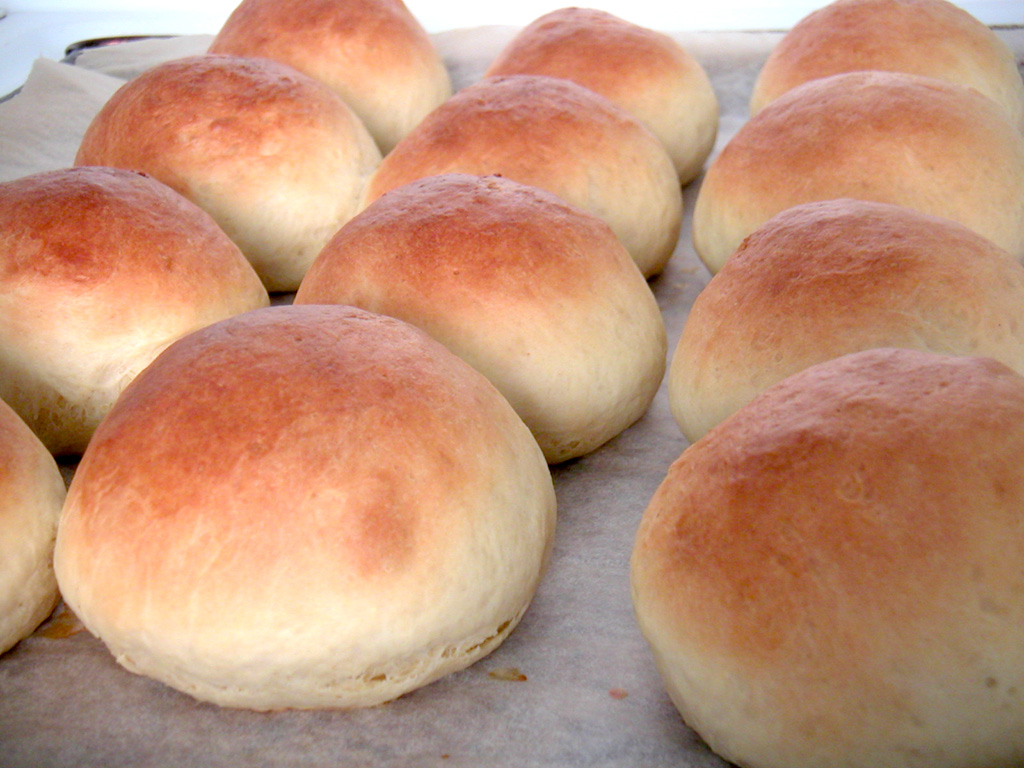
焙烤盘上的小圆面包

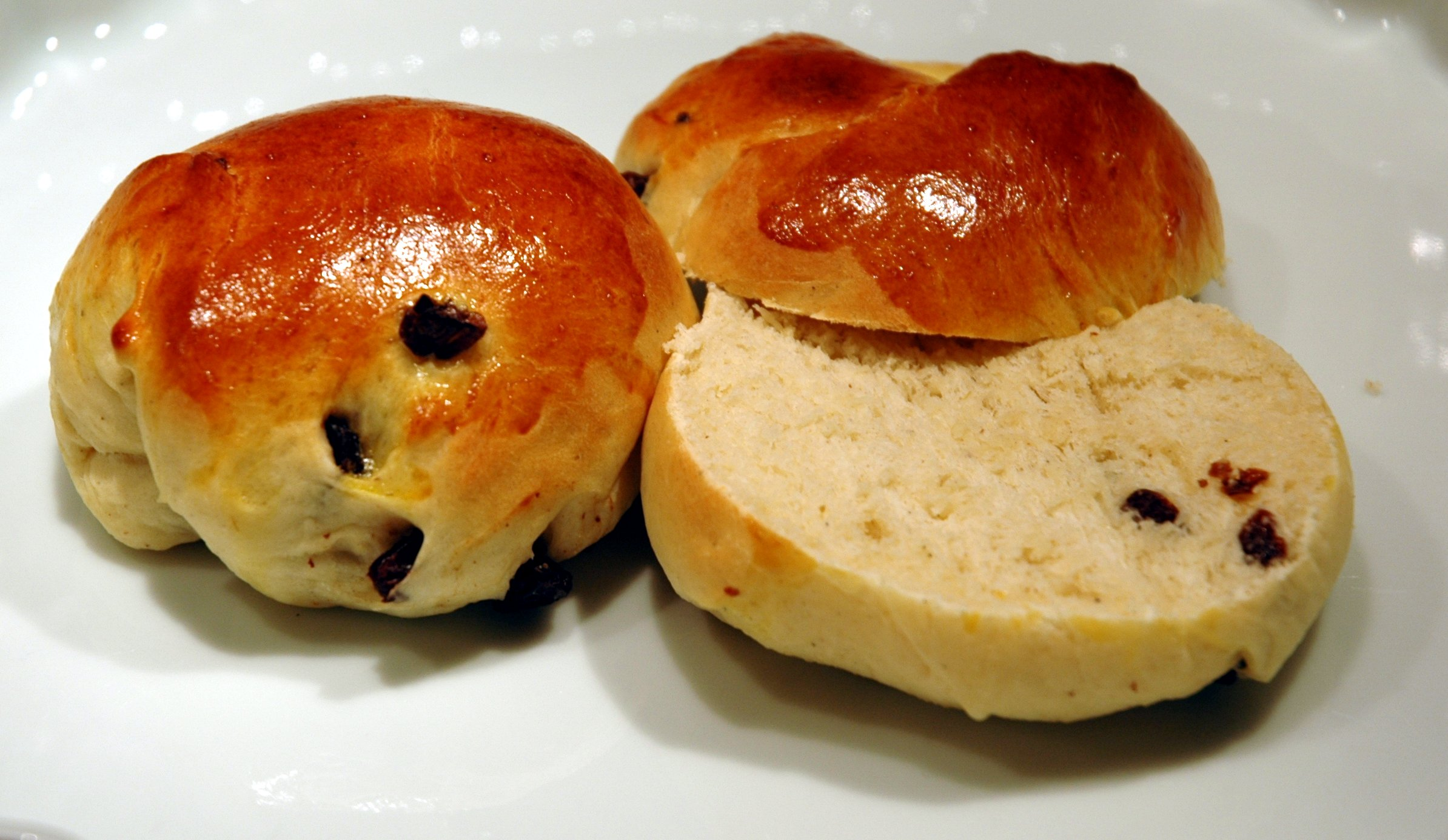
葡萄干小圆面包

小圆面包是一种小而简单易做的面包，通常是甜的。
小圆面包通常介于小孩的拳头和成人的手掌之间。

## 制作
主要原料有:
- 面粉
- 微热的牛奶或温水
- 酵母
- 盐

## 中餐
英语中小圆面包一词是bun，它还可以指其他一些（有馅或无馅的）面食，诸如中餐中的馒头和包子。